# كابوسو (كلب)
كابوسو (اليابانية: かぼす، ج. 2 نوفمبر 2005 - 24 مايو 2024) هي كلبة من نوع شيبا إينو من اليابان. تم تبنيها في عام 2008 من قبل معلمة رياض الأطفال تدعى أتسوكو ساتو، اخذت شهرة عالمية بعد ظهورها في ميم دوغي الأصلي ومن ثم عملة دوجكوين المشفرة.
عُرفت كابوسو وساتو في اليابان، بأنهما حيوان أليف ومالك وميمز شهير، وكانت مدونتها "المشي مع كابوسو تشان" رابع أكثر المدونات شعبية المتعلقة بالحيوانات الأليفة في اليابان، اعتبر صورة كابوسو في وقت ما، رمزًا ثقافيًا مركزيًا، يُستخدم في الإعلانات التجارية لأنه كان معروفًا على نطاق واسع، تم تركيب نصب تذكاري لكابوسو في ساكورا، تشيبا في عام 2023. كما تم تركيب غطاء فتحة مع صورتها في ساكورا في عام 2024.